# Nazionale femminile di pallavolo di Taipei cinese
La nazionale femminile di pallavolo di Taipei cinese è una squadra asiatica ed oceaniana composta dalle migliori giocatrici di pallavolo di Taipei cinese ed è posta sotto l'egida della Federazione pallavolistica di Taipei cinese.

## Rosa
Segue la rosa delle giocatrici convocate per l'AVC Challenge Cup 2024.
| N° | Nome            | Ruolo | Data di nascita   | Squadra           |
| -- | --------------- | ----- | ----------------- | ----------------- |
| 1  | Tsai Chia-jung  | C     | 26 novembre 2005  | -                 |
| 3  | Hsu Fang-min    | O     | 29 settembre 2005 | -                 |
| 4  | Lin Cai-zhen    | C     | 9 marzo 2007      | Caesar Park Hotel |
| 5  | Lin Liang-tai   | S     | 9 gennaio 2005    | -                 |
| 6  | Weng Tzu-yun    | C     | 8 giugno 2005     | -                 |
| 7  | Lin You-si      | L     | 8 novembre 2006   | -                 |
| 9  | Chiang Yun-ting | L     | 8 maggio 2005     | Caesar Park Hotel |
| 10 | Huang Chun-jia  | O     | 15 novembre 2005  | -                 |
| 12 | Kung Yi-jia     | C     | 21 novembre 2006  | -                 |
| 13 | Pao Yin-chi     | C     | 16 luglio 2006    | -                 |
| 14 | Hsu Heng-yun    | S     | 29 novembre 2005  | -                 |
| 16 | Chang Chia-chi  | S     | 20 settembre 2006 | -                 |
| 17 | Su Yu-jie       | P     | 26 febbraio 2006  | -                 |
| 18 | Jiang Chen-yi   | P     | 4 aprile 2006     | Caesar Park Hotel |

## Risultati

### Competizioni FIVB
| 1952 | non qualificata | -            |
| 1956 | non qualificata | -            |
| 1960 | non qualificata | -            |
| 1962 | non qualificata | -            |
| 1967 | non qualificata | -            |
| 1970 | non qualificata | -            |
| 1974 | non qualificata | -            |
| 1978 | non qualificata | -            |
| 1982 | non qualificata | -            |
| 1986 | non qualificata | -            |
| 1990 | 11º posto       | Convocazioni |
| 1994 | non qualificata | -            |
| 1998 | non qualificata | -            |
| 2002 | non qualificata | -            |
| 2006 | 12º posto       | Convocazioni |
| 2010 | non qualificata | -            |
| 2014 | non qualificata | -            |
| 2018 | non qualificata | -            |
| 2022 | non qualificata | -            |

### Competizioni AVC
| 1975 | non qualificata | -            |
| 1979 | non qualificata | -            |
| 1983 | 4º posto        | Convocazioni |
| 1987 | non qualificata | -            |
| 1989 | 4º posto        | Convocazioni |
| 1991 | 5º posto        | Convocazioni |
| 1993 | 4º posto        | Convocazioni |
| 1995 | 4º posto        | Convocazioni |
| 1997 | 4º posto        | Convocazioni |
| 1999 | 5º posto        | Convocazioni |
| 2001 | 5º posto        | Convocazioni |
| 2003 | 5º posto        | Convocazioni |
| 2005 | 5º posto        | Convocazioni |
| 2007 | 6º posto        | Convocazioni |
| 2009 | 6º posto        | Convocazioni |
| 2011 | 5º posto        | Convocazioni |
| 2013 | 7º posto        | Convocazioni |
| 2015 | 4º posto        | Convocazioni |
| 2017 | 6º posto        | Convocazioni |
| 2019 | 6º posto        | Convocazioni |
| 2023 | 9º posto        | Convocazioni |

| 2008 | 6º posto | Convocazioni |
| 2010 | 6º posto | Convocazioni |
| 2012 | 7º posto | Convocazioni |
| 2014 | 6º posto | Convocazioni |
| 2016 | 5º posto | Convocazioni |
| 2018 | 4º posto | Convocazioni |
| 2022 | 5º posto | Convocazioni |

| 2022 | non qualificata | -            |
| 2023 | 3º posto        | Convocazioni |
| 2024 | 9º posto        | Convocazioni |
| 2025 | 3º posto        | Convocazioni |

### Competizioni zonali
| 1962 | non qualificata | -            |
| 1966 | non qualificata | -            |
| 1970 | non qualificata | -            |
| 1974 | non qualificata | -            |
| 1978 | non qualificata | -            |
| 1982 | non qualificata | -            |
| 1986 | non qualificata | -            |
| 1990 | 5º posto        | Convocazioni |
| 1994 | 4º posto        | Convocazioni |
| 1998 | 5º posto        | Convocazioni |
| 2002 | 4º posto        | Convocazioni |
| 2006 | 3º posto        | Convocazioni |
| 2010 | 7º posto        | Convocazioni |
| 2014 | 5º posto        | Convocazioni |
| 2018 | 9º posto        | Convocazioni |
| 2022 | 6º posto        | Convocazioni |

### Competizioni estinte
| 1993 | non qualificata | -            |
| 1994 | 12º posto       | Convocazioni |
| 1995 | non qualificata | -            |
| 1996 | non qualificata | -            |
| 1997 | non qualificata | -            |
| 1998 | non qualificata | -            |
| 1999 | non qualificata | -            |
| 2000 | non qualificata | -            |
| 2001 | non qualificata | -            |
| 2002 | non qualificata | -            |
| 2003 | non qualificata | -            |
| 2004 | non qualificata | -            |
| 2005 | non qualificata | -            |
| 2006 | non qualificata | -            |
| 2007 | 12º posto       | Convocazioni |
| 2008 | non qualificata | -            |
| 2009 | non qualificata | -            |
| 2010 | 12º posto       | Convocazioni |
| 2011 | non qualificata | -            |
| 2012 | 16º posto       | Convocazioni |
| 2013 | non qualificata | -            |
| 2014 | non qualificata | -            |
| 2015 | non qualificata | -            |
| 2016 | non qualificata | -            |
| 2017 | non qualificata | -            |

| 2018 | non qualificata | -            |
| 2019 | 5º posto        | Convocazioni |
| 2022 | non qualificata | -            |
| 2023 | non qualificata | -            |
| 2024 | non qualificata | -            |

| 1988 | ?               | -            |
| 1989 | ?               | -            |
| 1990 | ?               | -            |
| 1991 | non qualificata | -            |
| 1992 | non qualificata | -            |
| 1993 | 8º posto        | Convocazioni |
| 1994 | non qualificata | -            |
| 1995 | non qualificata | -            |
| 1996 | non qualificata | -            |
| 1998 | non qualificata | -            |
| 1999 | non qualificata | -            |
| 2000 | non qualificata | -            |
| 2001 | non qualificata | -            |
| 2002 | non qualificata | -            |
| 2003 | non qualificata | -            |
| 2004 | non qualificata | -            |
| 2005 | non qualificata | -            |
| 2006 | non qualificata | -            |
| 2007 | non qualificata | -            |
| 2008 | non qualificata | -            |
| 2009 | non qualificata | -            |
| 2010 | non qualificata | -            |
| 2011 | non qualificata | -            |
| 2013 | non qualificata | -            |
| 2014 | non qualificata | -            |
| 2015 | non qualificata | -            |
| 2016 | non qualificata | -            |
| 2017 | non qualificata | -            |
| 2018 | non qualificata | -            |
| 2019 | non qualificata | -            |